# Trasideu d'Elis (eunuc)
Trasideu d'Elis (en llatí Thrasydaeus, en grec antic Θρασυδαῖος) fou un eunuc del rei Evàgores I de Salamina de Xipre.
Es pensa que a causa d'un conflicte privat va decidir matar el rei, cosa que va portar a terme el 374 aC i el va matar junt amb el fill Pnitàgores. En parlen Foci, Aristòtil i Diodor de Sicília.